# Basílica do Sangue Sagrado

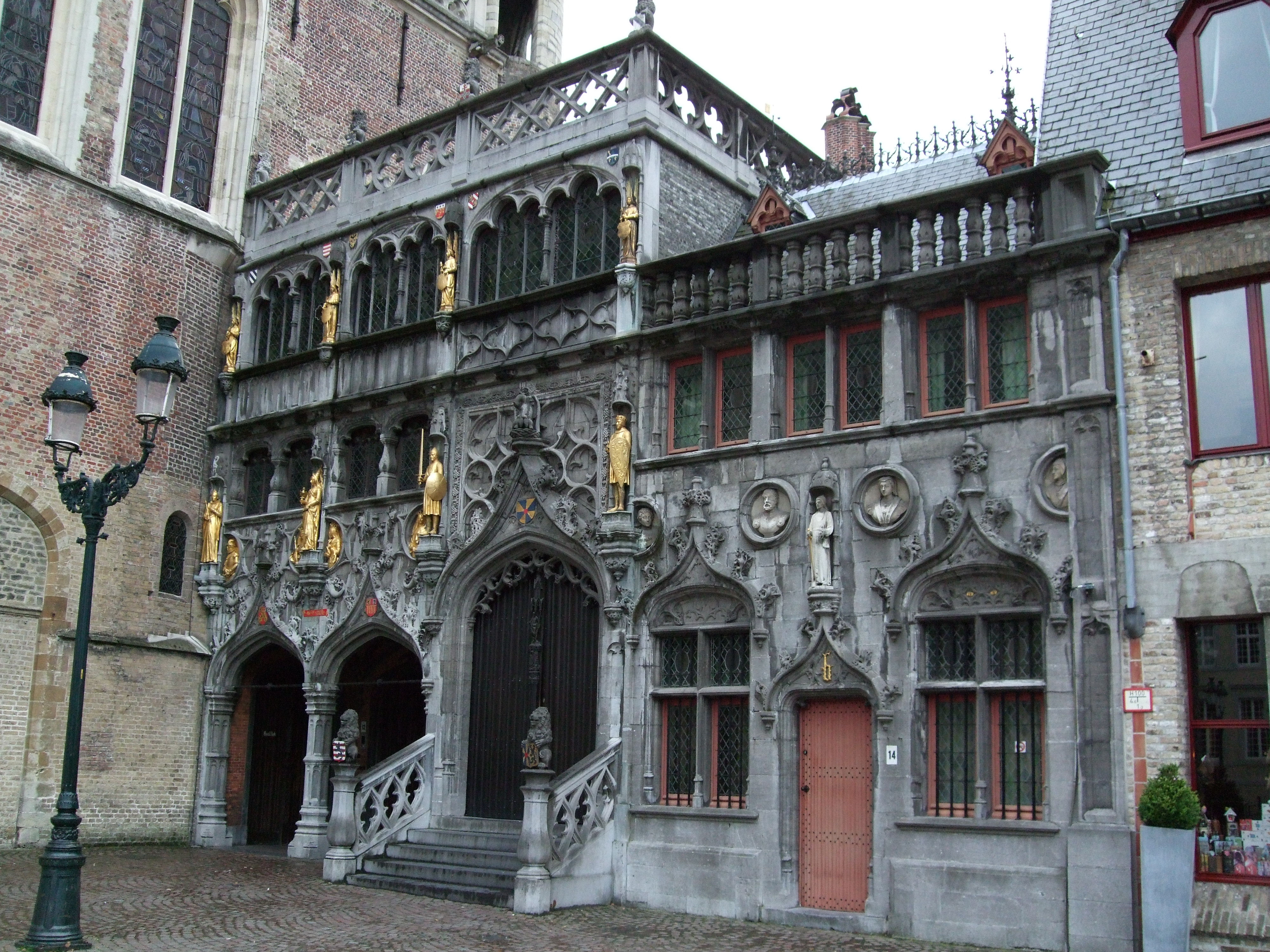
Basílica do Sangue Sagrado, Bruges

A Basílica do Sangue Sagrado é uma igreja católica romana em Bruges, Bélgica. Abriga uma relíquia do Santo Sangue supostamente coletada por José de Arimatéia e trazida da Terra Santa por Thierry da Alsácia, Conde de Flandres. Construída entre 1134 e 1157 como capela do Conde de Flandres, foi promovida a basílica menor em 1923.

## História
Em 1134, Thierry da Alsácia decidiu construir uma capela dupla privada ao lado do Oud Steen, a primeira residência dos Condes de Flandres, hoje transformada na prefeitura de Bruges. Thierry foi em cruzada pela segunda vez em 1147 durante a Segunda Cruzada. De acordo com a tradição, Thierry da Alsácia retornou à sua capital Bruges em 7 de abril de 1150, com a relíquia do Precioso Sangue. Durante a primeira metade do século XIII, o nome da capela superior foi alterado para Capela do Santo Sangue.

## Jeu du Saint Sang
Jeu du Saint Sang é uma peça belga sobre a Paixão, encenada em Bruges. Foi publicada pela primeira vez em 1938 e traduzida para o francês por Émile Schwartz.